# Max Fishman
Max Fishman (in polacco Mieczysław Fiszman o Fischman; in romeno Max Fișman; in russo Макс Шахнович Фишман?; Varsavia, 12 dicembre 1915 – Chișinău, 24 settembre 1985) è stato un compositore, pianista e pedagogo moldavo.
Sovietico e moldavo, fu influenzato dalle tradizioni culturali ebraiche, polacche e moldave.

## Biografia

### Vita in Polonia
Max Fishman nacque a Varsavia in una famiglia ebraica. Il padre, commerciante e Gabbai della sinagoga di Varsavia, Šachno-Bejniš Fishman (1870 – 1 luglio 1936). La madre, Ester Fishman (nata Blajberg, 1880 – Ghetto di Varsavia). Aveva cinque sorelle maggiori e un fratello minore. Fin da bambino studiò pianoforte. A 13 anni iniziò a guadagnare accompagnando al pianoforte i film muti nei piccoli cinema di Varsavia. Studiò al Conservatorio Karol Szymanowski di Varsavia e successivamente all'Conservatorio di Varsavia sotto la guida di Józef Turczyński (pianoforte) e Antoni Marek (composizione). Debuttò in Polonia come pianista e compositore a metà degli anni '30. Si esibì spesso nella Casa degli Orfani di Janusz Korczak, accompagnando i bambini durante le vacanze estive in campagna come educatore. Collaborò con l'attrice Ida Kamińska, la cantante Lola Folman e il sensitivo e ipnotizzatore scenico Wolf Messing.
Nell'agosto 1939 fu arruolato nell'esercito polacco e partecipò alla Campagna di settembre contro l'invasione nazista. Per sfuggire alle persecuzioni, nel novembre 1939 attraversò a nuoto, insieme al nipote Pawel Gruenspan (1920–2000), il fiume Bug occidentale, raggiungendo il territorio occupato dall'Unione Sovietica in base al Patto Molotov-Ribbentrop. Qui fu arrestato dagli agenti dell'NKVD.

### Vita in Unione Sovietica

#### Anni nel Gulag e studi
Dal 1940 al settembre 1944, Fishman fu internato nel campo di lavoro correttivo di Aqtöbe, nella regione di Aqtöbe, Kazakistan, parte del sistema del Gulag. Lavorava trasportando carrelli pieni di minerale dalle miniere, ma riuscì a organizzare un piccolo ensemble musicale nel campo. Nel 1944, durante un concerto, fu notato da Klavdija Andreevna Krivošeina (1908–1967), moglie del presidente del Consiglio dei ministri della RSFSR Aleksej Nikolaevič Kosygin, che era in visita ispettiva al campo. Colpita dalla sua esecuzione, Krivošeina favorì il suo trasferimento per continuare gli studi al Conservatorio di Saratov.
Nel settembre 1944 iniziò a studiare pianoforte con il professor E. M. Zinger al Conservatorio di Saratov, per poi trasferirsi al Conservatorio di Minsk, dove studiò con il professor G. N. Petrov (pianoforte) e A. V. Bogatyrev (composizione). Nel 1945 sposò Lidia Axionova. Durante gli studi lavorò come maestro accompagnatore al Conservatorio di Minsk. Al termine della guerra, fu insignito della Medaglia al merito del lavoro durante la grande guerra patriottica del 1941-1945. Durante la guerra, quasi tutta la sua famiglia e numerosi parenti perirono nel Ghetto di Varsavia, molti dei quali parteciparono alla Rivolta del ghetto di Varsavia.

#### Lavoro in Bielorussia e trasferimento in Moldavia
Nel 1949, Fishman completò gli studi al Conservatorio di Minsk e continuò a lavorare come maestro accompagnatore. Tuttavia, a Minsk incontrò difficoltà lavorative a causa della campagna sovietica contro il cosmopolitismo, che alimentò l'antisemitismo. Nel 1952, Lidia Axionova completò gli studi e ricevette un'offerta per insegnare al Conservatorio bielorusso e diventare maestra di coro della Cappella bielorussa diretta da Grigorij Romanovič Širma. Tuttavia, a Fishman fu ripetutamente negata l'opportunità di lavorare nella sua professione a Minsk. Di conseguenza, la coppia si trasferì a Homel' per insegnare in un istituto musicale, ma dopo sei mesi, su raccomandazione di Širma, furono inviati in Moldavia, al Conservatorio di Chișinău (in seguito rinominato Istituto delle Arti Gavriil Muzicescu). Qui Fishman lavorò come maestro accompagnatore e successivamente come docente senior del dipartimento di pianoforte generale. In diversi periodi insegnò anche pianoforte presso il collegio pedagogico di Călărași e alla scuola musicale del villaggio di Karpineny.

#### Attività pedagogica e compositiva
Fishman rimase un musicista legato alla cultura occidentale e, durante le sue lezioni, introduceva gli studenti alla musica contemporanea occidentale, definita nel 1948 dalla rivista musicale sovietica come «marazmo universale» e a lungo sconsigliata per l'esecuzione. Le sue lezioni, che includevano frammenti di opere moderne, suscitavano grande interesse tra gli studenti, spingendoli a esplorare ulteriormente la musica, la letteratura, la pittura, il teatro e il cinema occidentali. Centinaia di studenti dei dipartimenti di strumenti a fiato, strumenti popolari, canto e recitazione del Conservatorio di Chișinău studiarono pianoforte generale con Fishman, diventando in seguito figure di spicco dell'arte musicale e teatrale moldava.
Parallelamente all'insegnamento, Fishman si dedicava intensamente alla composizione. Nonostante le pressioni dei funzionari musicali sovietici di aderire ai principi del realismo socialista, creò un'eredità straordinariamente diversificata. Il suo catalogo include decine di opere in vari generi: quattro concerti per pianoforte e orchestra, una sonata per clarinetto e pianoforte, una sonata per violino e pianoforte, trii, pezzi per pianoforte e vari strumenti, opere sinfoniche e corali.
Fishman visse in un rigido sistema ideologico con onestà e apertura, resistendo alle pressioni e rispondendo al sistema con ironia e musica. Non mentiva ai suoi studenti né al suo entourage, anche a costo di rappresaglie, che non di rado subì. In un'intervista, il violinista e compositore moldavo Boris Dubosarskij, заслуженный деятель искусств Молдавской ССР, ricorda:
Nonostante le restrizioni, le opere di Fishman furono incluse nei programmi di numerosi musicisti rinomati, tra cui artisti del popolo dell'URSS, Moldavia e Bielorussia, come Timofej Gurtovoj, Veronika Garštja, Šico Aranov, Lidia Axionova, Gita Strachilevič, e molti altri. In Polonia, prima della guerra, le sue composizioni furono eseguite da Ida Kamińska, Lola Folman, Tobiasz Kuperweiss, Moisej Weinberg, Henryk Wagner e Pawel Gruenspan. Le sue opere sono state eseguite da importanti ensemble moldavi, come l'Orchestra Sinfonica della Filarmonica Moldava, il Coro Filarmonico Doina, l'Orchestra Jazz Bucuria, e in concerti internazionali in Polonia, Russia, Bielorussia, Ucraina, Romania, Israele, Corea del Sud, Germania, Belgio, Portogallo, Francia, Norvegia e Stati Uniti d'America.
Dalla monografia della dottoressa in musicologia Tamara Melnik:
Max Fishman morì il 24 settembre 1985 a Chișinău e fu sepolto nel cimitero di San Lazzaro. Il compositore moldavo Vladimir Slivinskij, заслуженный деятель искусств Молдовы, ricorda:

## Riconoscimenti
- Medaglia al merito del lavoro durante la grande guerra patriottica del 1941-1945
- Medaglia "Veterano del lavoro"
- Medaglia per il giubileo dei 30 anni della vittoria della grande guerra patriottica del 1941-1945
- Medaglia per il giubileo dei 40 anni della vittoria della grande guerra patriottica del 1941-1945

## Famiglia
- Moglie: Lidia Axionova, direttrice di coro e professoressa.[13]
- Figlio: Băno Axionov, attore e regista.[14]
- Figlio: Artur Aksënov, pianista e pedagogo.[15][16]

## Opere selezionate
- 4 concerti per pianoforte e orchestra.
- Due trii per pianoforte, violino e violoncello (1954–1958).[17]
- Variazioni per pianoforte.
- Ciclo di 5 preludi per pianoforte (1956).
- "Mazurka. Ricordi di Polonia" (1956).
- Cantata "Gloria agli aquilotti" (dedicata ai giovani antifascisti) su testi di S. Varelopoulos (1959).[18]
- Suite per grande orchestra sinfonica (1961).
- Pezzo per oboe e orchestra sinfonica (fino al 1961).
- Fantasia per piccola orchestra sinfonica.
- Capriccio in Mi minore per pianoforte (1961).
- Sonatina per clarinetto e pianoforte in Si bemolle (1963).[19]
- Sonatina per pianoforte (3 movimenti) (1963).[20]
- Romanza (arrangiamento per trombone e pianoforte, 1963).
- 5 Preludi per pianoforte (Ricordi, Primavera arriva, Echi della strada, Sul lago, Primo maggio).
- Overtura jazz (1964).[21]
- Pezzo da concerto per violino e pianoforte (1964).
- Scherzino per clarinetto e pianoforte in Si bemolle (1964).
- Scherzo (arrangiato per trombone e pianoforte, 1964).
- Coro "Autunno" ("Cosa fai oscillare...?") su versi di Mihai Eminescu (1964).
- 4 studi per pianoforte (1968).
- Sonatina in Re minore per pianoforte (3 movimenti) (1968).
- Preludio in Mi minore per pianoforte (1968).
- Dieci pezzi per pianoforte su temi moldavi (1969).
- Canone per coro (canto popolare moldavo, 1973).
- Ciclo polifonico per pianoforte Canoni (1976).
- Sonata per violino e pianoforte in Re minore.
- 4 studi.
- Dieci pezzi per pianoforte su temi moldavi (Danza, Variazioni, Olandra, Canone, Gioventù, Variazioni, Comico, Montanaro, Canzone, Gioco).
- Scherzino in Sol maggiore per pianoforte.
- Humoresque per violino e pianoforte.[22]
- Coro "Raccolta" su versi di Vasile Alecsandri.

## Opere pubblicate
- La caccia. Chișinău: Editura de Stat a Moldovei, 1956.[23]
- Sonatina in Re minore per pianoforte. Chișinău: Cartea Moldovenească, 1968.[20]
- Preludio e quattro studi per pianoforte. ЦГАРМ, F. 3050, Op. 2, D. 309.
- Capriccio, Scherzino. In: Opere selezionate di compositori moldavi. Chișinău: Cartea Moldoveneasca, 1961, pp. 150–172.
- Sonatina in Mi bemolle maggiore per clarinetto in Si bemolle. Chișinău: Cartea Moldoveneasca, 1963.[24]

## Frammenti musicali
- Bibliothèque Compositeurs de Moldavie Max Fishman
- Max Fishman, Concert pour piano et orchestre symphonique. Rita Namorado – piano. Nicolas Kruger - direction Orchestre Nationale de Chambre et Orchestre Téléradio Moldova
- «Trio su temi moldavi per pianoforte, violino e violoncello» eseguito da Ludmila Vaverko, Oskar Dain e Vsevolod Dubrovskij
- Max Fishman, Trio n.2, Allegro. Ecaterina Baranov, piano Birgitte Staernes, Violin Hélène Dautry, cello
- Max Fishman: Andante from trio. Ecaterina Baranov, piano Birgitte Staernes, Violin Hélène Dautry, cello
- Max Fishman. Trio n.2, Vivace Giocoso. Ecaterina Baranov, piano Birgitte Staernes, Violin Hélène Dautry, cello
- Max Fishman: Variazioni per pianoforte eseguite dalla professoressa Ludmila Vaverko
- Max Fishman: Sonata per clarinetto e pianoforte eseguita da Evgenij Verbeckij e Gita Strachilevič
- Max Fishman: Concert Piece for Violin and Piano - Lilia Neaga (violino), Ghita Strakhilevitch (piano)